# USS LST-1026
O USS LST-1026 foi um navio de guerra norte-americano da classe LST que operou durante a Segunda Guerra Mundial.